# Anton Levkovitš
Anton Levkovitš (* 25. April 1983 in Tallinn, Estnische SSR) ist ein estnischer Eishockeyspieler, der seit 2017 erneut beim HK Vipers Tallinn in der estnischen Eishockeyliga unter Vertrag steht.

## Karriere
Anton Levkovitš begann seine Karriere als Eishockeyspieler in seiner Heimatstadt beim Tallinna JSK. Über den HK Vipers Tallinn kam er 2003 zu den Tallinn Stars, mit denen er 2005 estnischer Meister wurde. Anschließend wechselte er zum HC Panter Tallinn, kehrte aber bereits 2006 zu den Stars zurück und errang mit ihnen 2007 erneut den Landesmeistertitel. In der darauf folgenden Spielzeit wechselte er zum neugebildeten Profiklub Tartu Big Diamonds, mit dem er in der lettischen Liga antrat und am Saisonende durch einen Sieg über den estnischen Meister und Lokalkonkurrenten Tartu Kalev-Välk den estnischen Supercup gewann. Da die Big Diamonds im Sommer 2008 aus finanziellen Gründen aufgelöst wurden, wechselte er zu den Tallinn Stars zurück und gewann mit ihnen 2009 seinen dritten estnischen Titel. Aber auch die Stars mussten Insolvenz anmelden und so stand er von 2010 für Tallinn Viiking Sport auf dem Eis. Mit dieser Mannschaft gewann er 2013 und 2014 die estnische Meisterschaft. Nachdem er 2015/16 erneut für den HC Panter Tallinn und 2016/17 für den HC Tallinn gespielt hatte, steht er seit 2017 zum zweiten Mal beim HK Vipers Tallinn unter Vertrag.

### International
Für Estland nahm Levkovitš im Juniorenbereich an der Europadivision I der U18-Weltmeisterschaft 2000 und der Division II der U18-Weltmeisterschaft 2001 sowie an der Division III der U20-Weltmeisterschaft 2002 und der Division II der U20-Weltmeisterschaft 2003 teil.
Im Seniorenbereich spielte er für Estland bei den Weltmeisterschaften der Division I 2005, 2008, 2011 und 2016 sowie der Division II 2014. Zudem vertrat er das Team aus dem Baltikum bei der Olympiaqualifikation für die Winterspiele in Pyeongchang 2018.

## Erfolge und Auszeichnungen
- 2005 Estnischer Meister mit den Tallinn Stars
- 2007 Estnischer Meister mit den Tallinn Stars
- 2008 Gewinn des estnischen Supercups mit den Tartu Big Diamonds
- 2009 Estnischer Meister mit den Tallinn Stars
- 2013 Estnischer Meister mit Tallinn Viiking Sport
- 2014 Estnischer Meister mit Tallinn Viiking Sport

### International
- 2002 Aufstieg in die Division II bei der U20-Weltmeisterschaft der Division III
- 2003 Aufstieg in die Division I bei der U20-Weltmeisterschaft der Division II, Gruppe A
- 2014 Aufstieg in die Division I, Gruppe B, bei der Weltmeisterschaft der Division II, Gruppe A